# 羅克韋爾 (愛荷華州)
羅克韋爾（英語：Rockwell）是一個位於美國愛荷華州塞羅戈多縣的城市。

## 地理
羅克韋爾的座標為42°59′05″N 93°11′24″W / 42.98472°N 93.19000°W，而該地的平均海拔高度為340米（即1115英尺）。

## 人口
根據2010年美國人口普查的數據，羅克韋爾的面積為7.72平方千米，當中陸地面積為7.72平方千米，而水域面積為0.00平方千米。當地共有人口1039人，而人口密度為每平方千米134人。